# Louis Braille

Louis Braille, född 4 januari 1809 i Coupvray nära Paris, död 6 januari 1852 i Paris, var en fransk blindlärare som skapade Brailleskriften (punktskrift).  
Louis blev blind genom en olycka i faderns sadelmakeri när han var tre år gammal. När Louis var tio år sändes han till Paris till en skola för blinda. Där lärde han sig läsa genom ett system med upphöjda vanliga bokstäver. Men det var svårt att använda. När Louis var 14 år dog hans föräldrar i en epidemi. Han lärde sig spela orgel och undervisade andra synskadade, och ägnade sig helt åt att undervisa synhandikappade vid Paris institut för blinda, där han anställdes som lärare 1828.
Med tiden hade Louis utarbetat en användbar punktskrift för blinda. Den baserades på sex punkter, och genom att kombinera dem kunde man få fram inte bara olika bokstäver och siffror utan även notsystem för musik. 
Det hade tagit Louis tre år av experimenterande att utveckla detta skriftspråk för icke-seende. Han presenterade 1829 sin uppfinning för professorer och lärare på olika blindskolor, men de vägrade att ha med saken att göra och förbjöd honom att använda det i sin undervisning. Louis Braille dog innan hans system blivit allmänt accepterat och världsberömt. Idag är Brailleskriften det helt dominerande skrivspråket för synskadade.

## Eftermäle
Asteroiden 9969 Braille är uppkallad efter honom.